# آلفا رومئو ۱۶۴
آلفارومئو ۱۶۴ (Alfa Romeo ۱۶۴) خودرویی است که در سال‌های ۱۹۸۸ تا ۱۹۹۷در میلان و ایتالیا تولید شده‌است. طراحی آن موتور جلو، خودرو محور جلو، خودرو چهار چرخ محرک بوده است. سیستم جعبه‌دندهٔ آن ۶ و ۴ دنده به دو صورت خودکار و دستی است.